# Dacetinops solivagus
Dacetinops solivagus é uma espécie de formiga do gênero Dacetinops, pertencente à subfamília Myrmicinae.